# Rock Forever
«Rock Forever» es una canción de la banda británica de heavy metal Judas Priest, incluida como la segunda pista del álbum Killing Machine de 1978. En octubre del mismo año se lanzó como el cuarto sencillo de este, a través de CBS Records para el Reino Unido y por Columbia Records para los Estados Unidos. Cabe señalar que es el único de los cuatro publicados que está grabado en vivo y a su vez el único que no fue lanzado en vinilo de 7".
Fue escrita por Rob Halford, K.K. Downing y Glenn Tipton, cuyas letras cuentan como los fanáticos viven y sienten la manera de escuchar el rock. Por su parte, todas las canciones que componen el sencillo fueron grabadas en vivo en Tokio, Japón, durante dos conciertos celebrados el 10 y 15 de febrero de 1979, los cuales no fueron incluidos en el álbum en vivo Unleashed in the East.

## Lista de canciones
| N.º | Título                                 | Escritor(es)             | Duración |  |
| 1.  | «Rock Forever» (en vivo)               | Halford, Downing, Tipton | 3:27     |  |
| 2.  | «Hell Bent for Leather» (en vivo)      | Tipton                   | 4:07     |  |
| 3.  | «Beyond the Realms of Death» (en vivo) | Halford, Les Binks       | 6:48     |  |

## Músicos
- Rob Halford: voz
- K.K. Downing: guitarra eléctrica
- Glenn Tipton: guitarra eléctrica
- Ian Hill: bajo
- Les Binks: batería